# Эпизод, когда наступает утро после
«Эпизод, когда наступает утро после» (англ. The One with the Morning After) — шестнадцатый эпизод третьего сезона и 64-я серия американского комедийного телесериала «Друзья», впервые транслировался на NBC 20 февраля 1997 года. 
Серия является продолжением событий предыдущего вечера («Эпизода, где Росс и Рэйчел делают перерыв»): Росс понимает, что совершил ошибку, переспав с другой девушкой, и пытается помириться с Рэйчел. Моника и Фиби пробуют новый воск для депиляции и волей случая, оказываются заперты с Чендлером и Джоуи в комнате, где становятся свидетелями ссоры Росса и Рэйчел.
Это эпизод, когда впервые произносится фраза «У нас был перерыв!» (англ. We were on a break!), которая позже стала коронной в отношении Росса и Рэйчел на протяжении всего сериала.
В этом эпизоде динамика шоу полностью изменилась и заставила зрителей больше беспокоиться о следующей серии, потому что многое было поставлено на карту с точки зрения героев и сюжета в целом. Премьеру эпизода просмотрело 28 миллионов телезрителей. Серия занимает 107-е место среди всех 236-ти эпизодов телесериала.

## Сюжет
На следующее утро после ссоры с Рэйчел, Росс просыпается в похмелье. Он с удивлением и разочарованием вспоминает, что переспал с девушкой из копировального центра — Хлои. Позже он обнаруживает сообщение на автоответчике от Рэйчел: она жалеет, что они вчера поссорились, говорит, что у неё ничего нет с Марком и, что она зайдет утром перед работой, чтобы помириться. Росс судорожно пытается спровадить Хлои, но не успевает: Хлои приходится прятаться за дверью как раз, когда приходит Рэйчел.
Позже Росс идёт к Джоуи и Чендлеру, он рассказывает ситуацию и просит совета. Росс хочет признаться Рэйчел, но друзья его отговаривают и предлагают лучше подумать, о том, чтобы Рэйчел не узнала от кого-нибудь другого о произошедшем. Тогда Росс идёт к Айзеку, коллеге Хлои из копировального центра (кроме того, он брат Ясмин, которая работает с Фиби), и просит ничего не рассказывать сестре. Однако Айзек уже рассказал. Росс идет к Ясмин, та его порицает, но смягчается и обещает не рассказывать Фиби. Но, к сожалению, она уже рассказала своему соседу — Гантеру (который тайно влюблён в Рэйчел). Таким образом, Росс терпит неудачу и встречает Рэйчел в кофейне.
Моника и Фиби хотят опробовать новый безболезненный воск для депиляции «Waxine». Девушки собираются в спальне Моники и начинают «операцию». Оказывается, это не так безболезненно, как говорилось в рекламе. На их крики сбегаются Чендлер и Джоуи. Но прежде чем, они смогут уйти, разъёранная Рэйчел входит в дом, а за ней Росс. Моника, Фиби, Чендлер и Джоуи остаются заблокированными в спальне без ведома Росса и Рэйчел.
Ссора затягивается, Росс открывает подробности сегодняшнего утра, что еще больше злит Рэйчел. Уже к ночи Рэйчел проголодалась и заказывает пиццу, что очень огорчает Джоуи, ведь четвёрка в спальне просидела целый день без еды; они решают попробовать воск, который оказывается органическим, но не съедобным. Джоуи решает, что ему нужна новая походка.
В 3 часа ночи ссора ещё продолжается. Росс пытается смягчить Рэйчел, объясняя, что не сможет без неё жить. Рэйчел уже готова простить, но отказывается, говоря ему, что она не может перестать представлять Росса с Хлои вместе. Рэйчел говорит, что все кончено.
В последней сцене, ребята наконец-то уходят из спальни и видят Рэйчел, всё ещё в одежде, спит на диване, а Росс исчез. Чендлер, Фиби и Джоуи уходят на "цыпочках" в свои собственные дома. 

## В Ролях

### Основной состав
- Дженифер Энистон — Рэйчел Грин
- Кортни Кокс — Моника Геллер
- Лиза Кудроу — Фиби Буффе
- Мэт Леблан — Джоуи Триббиани
- Мэтью Перри — Чендлер Бинг
- Девид Швимер — Росс Геллер

### Эпизодические роли
- Энджела Федерстон — Хлои
- Джеймс Майкл Тайлер — Гантер
- Мори Гинзберг — Айзек
- Синтия Манн — Ясмин, коллега Фиби

## Производство
В одном из интервью Дженифер Энистон говорит о разрыве так: «Разрыв. Ну, для них это было началом конца. Или началом начал других начал и концов» (англ. The breakup. Well, that was sort of the beginning of the end for them. Or, the beginning of the beginnings of endings and beginnings).
Создателям шоу Марте Кауфман, Дэвиду Крейну и Кевину Брайту тяжело было совместить драму и комедию в одном эпизоде. Частично это было связано с тем, что Дженифер была слишком убедительной в роли Рэйчел, а ситуация с разрывом была мучительно знакомой для многих. По словам Кауфман «почти каждый взрослый, смотревший этот эпизод, имел какое-то личное воспоминание о столь же ужасном расколе». Финальная сцена, где Рэйчел официально расстается с Россом, была настолько эмоциональной, что и Дженнифер Энистон и Дэвид Швиммер плакали после того, как ее отсняли.

## Музыка
Песня, играющая во время разрыва Росса и Рэйчел, та же самая, когда они первый раз поцеловались в Центральной кофейне.

## Приём
В оригинальном вещании США данный эпизод просмотрело 28,3 млн телезрителей.
Digital Spy поставил серию на 107-е место в рейтинге всех 236 серий телесериала.